# Hrabstwo Sauk
Hrabstwo Sauk (ang. Sauk County) – hrabstwo w stanie Wisconsin w Stanach Zjednoczonych.
Obszar całkowity hrabstwa obejmuje powierzchnię 848,43 mil² (2197,42 km²). Według szacunków United States Census Bureau w roku 2009 miało 58 922 mieszkańców. Jego siedzibą administracyjną jest Baraboo.
Hrabstwo zostało utworzone w 1840. Nazwa pochodzi od Indian Sauków.
Na obszarze hrabstwa znajdują się rzeki Baraboo, Little Baraboo i Wisconsin oraz 28 jezior.

## Miasta
- Baraboo – city
- Baraboo – town
- Bear Creek
- Dellona
- Delton
- Excelsior
- Fairfield
- Franklin
- Freedom
- Greenfield
- Honey Creek
- Ironton
- La Valle
- Merrimac
- Prairie du Sac
- Reedsburg  – city
- Reedsburg  – town
- Spring Green
- Sumpter
- Troy
- Washington
- Westfield
- Wisconsin Dells
- Winfield
- Woodland

## Wioski
- Cazenovia
- Ironton
- La Valle
- Lake Delton
- Lime Ridge
- Loganville
- Merrimac
- North Freedom
- Plain
- Prairie du Sac
- Rock Springs
- Sauk City
- Spring Green
- West Baraboo

## CDP
- Bluffview
- Lake Wisconsin